# Tiro nos Jogos Olímpicos de Verão de 2024
As competições de tiro nos Jogos Olímpicos de Verão de 2024 em Paris, na França ocorreram entre 27 de julho e 5 de agosto de 2024 no Centro de Tiro Esportivo, em Châteauroux. Ao contrário dos Jogos Olímpicos anteriores, o número de atiradores competindo nos quinze eventos em 2024 foi reduzido de 360 para 340, com distribuição igualitária entre homens e mulheres. Além disso, várias mudanças significativas foram instituídas no programa do tiro esportivo, incluindo um novo formato de finais e a substituição da competição da fossa olímpica por equipes mistas pelo skeet por equipes mistas.

## Qualificação
No início de 2022, a Federação Internacional de Esportes de Tiro (ISSF) concordou em alterar as regras de alocação das vagas olímpicas, visando alcançar a igualdade de gênero. Como resultado, um total de 340 vagas, com distribuição igualitária entre homens e mulheres, foram concedidas nos campeonatos globais e continentais profissionais.
De acordo com as diretrizes da ISSF, o período de qualificação começou com o Campeonato Europeu de 2022 de eventos de espingarda em Larnaca, Chipre, e para os eventos de carabina e pistola em Breslávia, Polônia, encerrada em 18 de setembro de 2022, menos de dois anos antes das Olimpíadas. Lá, dezesseis vagas foram atribuídas aos dois primeiros Comitês Olímpicos Nacionais (CON) em cada evento de tiro individual. Para o restante da temporada de 2022, mais sessenta vagas foram concedidas, incluindo quarenta e oito das competições separadas de carabina, pistola e espingarda dos Campeonatos Mundiais da ISSF.
Ao longo do processo, as cotas foram geralmente concedidas quando um atirador terminasse em primeiro lugar nos Campeonatos Mundiais da ISSF ou nos respectivos campeonatos continentais (África, Europa, Ásia, Oceania e Américas).
Após o término do período de qualificação, com todos os CONs recebendo a lista oficial de vagas, a ISSF verificou o Ranking Mundial em cada um dos eventos individuais de tiro. O atirador com a melhor colocação, que não tivesse classificado em nenhuma prova e cujo CON não tivesse vaga em uma prova específica, obteve uma vaga olímpica direta.
Semelhante aos Jogos anteriores, a nação sede, França, teve doze vagas garantidas, sendo uma em cada um dos eventos individuais de tiro.

## Formato
Em 9 de junho de 2017, a Federação Internacional de Esportes de Tiro ratificou a decisão do Comitê Olímpico Internacional para aprovar várias mudanças no programa do tiro esportivo olímpico visando aumentar a popularidade do esporte e apelo mundial. Uma das significativas alterações no programa foi substituir a competição da fossa olímpica por equipes mistas pelo skeet por equipes mistas, visando manter e alcançar a igualdade de gênero no tiro esportivo. Outras mudanças ratificadas incluíram a redução de competidores de 360 em Tóquio 2020 para 340 e um novo formato de finais para cada evento de tiro individual.
Todos os atiradores que avançaram para as finais olímpicas em seus respectivos eventos individuais deveriam começar do zero e acertar um número específico de tiros nas etapas de eliminação. Para os eventos de pistola e espingarda, quatro finalistas competiram em cada um dos dois revezamentos de eliminação com o vencedor e o segundo colocado avançando para as rodadas de medalhas. Nas provas de carabina e pistola de ar, os oito finalistas competiram entre si até o final da fase eliminatória, com apenas dois atiradores disputando o duelo para decidir as medalhas de ouro e prata.

## Calendário
As competições de tiro se iniciaram em 27 de julho, com as eliminatórias da pistola de ar 10 m no masculino e feminino e as finais da carabina de ar 10 m por equipes mistas, e se encerraram em 5 de agosto de 2024, com as finais do tiro rápido 25 m e do skeet misto.
| Q | Qualificatória | F | Final |

| DataEvento                            | Sáb 27 jul | Sáb 27 jul | Dom 28 jul | Dom 28 jul | Seg 29 jul | Seg 29 jul | Ter 30 jul | Ter 30 jul | Qua 31 jul | Qua 31 jul | Qui 1 ago | Qui 1 ago | Sex 2 ago | Sex 2 ago | Sáb 3 ago | Sáb 3 ago | Dom 4 ago | Dom 4 ago | Seg 5 ago | Seg 5 ago |
| ------------------------------------- | ---------- | ---------- | ---------- | ---------- | ---------- | ---------- | ---------- | ---------- | ---------- | ---------- | --------- | --------- | --------- | --------- | --------- | --------- | --------- | --------- | --------- | --------- |
| Carabina                              |            |            |            |            |            |            |            |            |            |            |           |           |           |           |           |           |           |           |           |           |
| Carabina de ar 10 m masculino         |            |            | Q          |            | F          |            |            |            |            |            |           |           |           |           |           |           |           |           |           |           |
| Carabina 3 posições 50 m masculino    |            |            |            |            |            |            |            |            | Q          |            | F         |           |           |           |           |           |           |           |           |           |
| Carabina de ar 10 m feminino          |            |            | Q          |            | F          |            |            |            |            |            |           |           |           |           |           |           |           |           |           |           |
| Carabina 3 posições 50 m feminino     |            |            |            |            |            |            |            |            |            |            |           | Q         |           | F         |           |           |           |           |           |           |
| Carabina de ar 10 m misto por equipes | Q          | F          |            |            |            |            |            |            |            |            |           |           |           |           |           |           |           |           |           |           |
| Pistola                               |            |            |            |            |            |            |            |            |            |            |           |           |           |           |           |           |           |           |           |           |
| Pistola de ar 10 m masculino          | Q          |            |            | F          |            |            |            |            |            |            |           |           |           |           |           |           |           |           |           |           |
| Pistola rápida 25 m masculino         |            |            |            |            |            |            |            |            |            |            |           |           |           |           |           |           | Q         |           |           | F         |
| Pistola de ar 10 m feminino           | Q          |            |            | F          |            |            |            |            |            |            |           |           |           |           |           |           |           |           |           |           |
| Pistola livre 25 m feminino           |            |            |            |            |            |            |            |            |            |            |           |           | Q         |           |           | F         |           |           |           |           |
| Pistola de ar 10 m misto por equipes  |            |            |            |            | Q          |            |            | F          |            |            |           |           |           |           |           |           |           |           |           |           |
| Espingarda                            |            |            |            |            |            |            |            |            |            |            |           |           |           |           |           |           |           |           |           |           |
| Fossa olímpica masculino              |            |            |            |            | Q          | Q          | Q          | F          |            |            |           |           |           |           |           |           |           |           |           |           |
| Skeet masculino                       |            |            |            |            |            |            |            |            |            |            |           |           | Q         | Q         | Q         | F         |           |           |           |           |
| Fossa olímpica feminino               |            |            |            |            |            |            | Q          | Q          | Q          | F          |           |           |           |           |           |           |           |           |           |           |
| Skeet feminino                        |            |            |            |            |            |            |            |            |            |            |           |           |           |           | Q         | Q         | Q         | F         |           |           |
| Skeet misto por equipes               |            |            |            |            |            |            |            |            |            |            |           |           |           |           |           |           |           |           | Q         | F         |

## Nações participantes
Ao todo, 81 CONs enviaram seus atiradores qualificados, além da equipe de Atletas Individuais Neutros. Entre parênteses encontra-se representada a quantidade de competidores.
- ALB Albânia (1)
- GER Alemanha (13)
- ALG Argélia (3)
- ARG Argentina (3)
- ARM Armênia (1)
- ARU Aruba (1)
- AIN Atletas Individuais Neutros (2)
- AUS Austrália (10)
- AUT Áustria (5)
- AZE Azerbaijão (1)
- BAN Bangladesh (1)
- BRA Brasil (3)
- BUL Bulgária (2)
- CAN Canadá (3)
- QAT Catar (2)
- KAZ Cazaquistão (9)
- CZE Chéquia (9)
- CHI Chile (2)
- CHN China (21)
- CYP Chipre (1)
- KOR Coreia do Sul (16)
- CRO Croácia (3)
- CUB Cuba (4)
- DEN Dinamarca (3)
- EGY Egito (11)
- ESA El Salvador (1)
- SVK Eslováquia (6)
- ESP Espanha (4)
- ECU Equador (2)
- EOR Equipe Olímpica de Refugiados (2)
- USA Estados Unidos (17)
- EST Estônia (2)
- FIN Finlândia (3)
- FRA França (15)
- GEO Geórgia (1)
- GBR Grã-Bretanha (6)
- GRE Grécia (5)
- GUA Guatemala (4)
- HUN Hungria (5)
- YEM Iêmen (1)
- IND Índia (21)
- INA Indonésia (1)
- IRI Irã (4)
- ISL Islândia (1)
- ISR Israel (1)
- ITA Itália (15)
- JPN Japão (3)
- KUW Kuwait (2)
- LAT Letônia (2)
- LBN Líbano (1)
- LBA Líbia (1)
- MKD Macedônia do Norte (1)
- MAS Malásia (1)
- MLT Malta (1)
- MAR Marrocos (1)
- MEX México (5)
- MDA Moldávia (1)
- MGL Mongólia (3)
- NEP Nepal (1)
- NCA Nicarágua (1)
- NOR Noruega (6)
- NZL Nova Zelândia (2)
- OMA Omã (1)
- PLE Palestina (1)
- PAK Paquistão (3)
- PER Peru (2)
- POL Polônia (7)
- PUR Porto Rico (1)
- POR Portugal (1)
- DOM República Dominicana (1)
- SMR San Marino (1)
- SRB Sérvia (3)
- SGP Singapura (1)
- SWE Suécia (7)
- SUI Suíça (5)
- THA Tailândia (3)
- TPE Taipé Chinês (8)
- TUN Tunísia (1)
- TUR Turquia (7)
- UKR Ucrânia (6)
- VEN Venezuela (2)
- VIE Vietnã (2)

## Medalhistas
Masculino
| Pistola de ar 10 m          | Xie Yu CHN China                   | Federico Nilo Maldini ITA Itália | Paolo Monna ITA Itália         |  |  |  |
| Pistola rápida 25 m         | Li Yuehong CHN China               | Cho Yeong-jae KOR Coreia do Sul  | Wang Xinjie CHN China          |  |  |  |
|                             |                                    |                                  |                                |  |  |  |
| Carabina de ar 10 m         | Sheng Lihao CHN China              | Victor Lindgren SWE Suécia       | Miran Maričić CRO Croácia      |  |  |  |
| Carabina em 3 posições 50 m | Liu Yukun CHN China                | Serhiy Kulish UKR Ucrânia        | Swapnil Kusale IND Índia       |  |  |  |
|                             |                                    |                                  |                                |  |  |  |
| Skeet                       | Vincent Hancock USA Estados Unidos | Conner Prince USA Estados Unidos | Lee Meng-yuan TPE Taipé Chinês |  |  |  |
| Fossa olímpica              | Nathan Hales GBR Grã-Bretanha      | Qi Ying CHN China                | Jean Pierre Brol GUA Guatemala |  |  |  |

Feminino
| Pistola de ar 10 m          | Oh Ye-jin KOR Coreia do Sul   | Kim Ye-ji KOR Coreia do Sul        | Manu Bhaker IND Índia           |  |  |  |
| Pistola livre 25 m          | Yang Ji-in KOR Coreia do Sul  | Camille Jedrzejewski FRA França    | Veronika Major HUN Hungria      |  |  |  |
|                             |                               |                                    |                                 |  |  |  |
| Carabina de ar 10 m         | Ban Hyo-jin KOR Coreia do Sul | Huang Yuting CHN China             | Audrey Gogniat SUI Suíça        |  |  |  |
| Carabina em 3 posições 50 m | Chiara Leone SUI Suíça        | Sagen Maddalena USA Estados Unidos | Zhang Qiongyue CHN China        |  |  |  |
|                             |                               |                                    |                                 |  |  |  |
| Skeet                       | Francisca Crovetto CHI Chile  | Amber Rutter GBR Grã-Bretanha      | Austen Smith USA Estados Unidos |  |  |  |
| Fossa olímpica              | Adriana Ruano GUA Guatemala   | Silvana Stanco ITA Itália          | Penny Smith AUS Austrália       |  |  |  |

Misto
| Pistola de ar 10 m  | Zorana Arunović Damir Mikec SRB Sérvia    | Şevval İlayda Tarhan Yusuf Dikeç TUR Turquia    | Manu Bhaker Sarabjot Singh IND Índia        |  |  |  |
|                     |                                           |                                                 |                                             |  |  |  |
| Carabina de ar 10 m | Huang Yuting Sheng Lihao CHN China        | Keum Ji-hyeon Park Ha-jun KOR Coreia do Sul     | Alexandra Le Islam Satpayev KAZ Cazaquistão |  |  |  |
|                     |                                           |                                                 |                                             |  |  |  |
| Skeet               | Diana Bacosi Gabriele Rossetti ITA Itália | Austen Smith Vincent Hancock USA Estados Unidos | Jiang Yiting Lyu Jianlin CHN China          |  |  |  |

## Quadro de medalhas

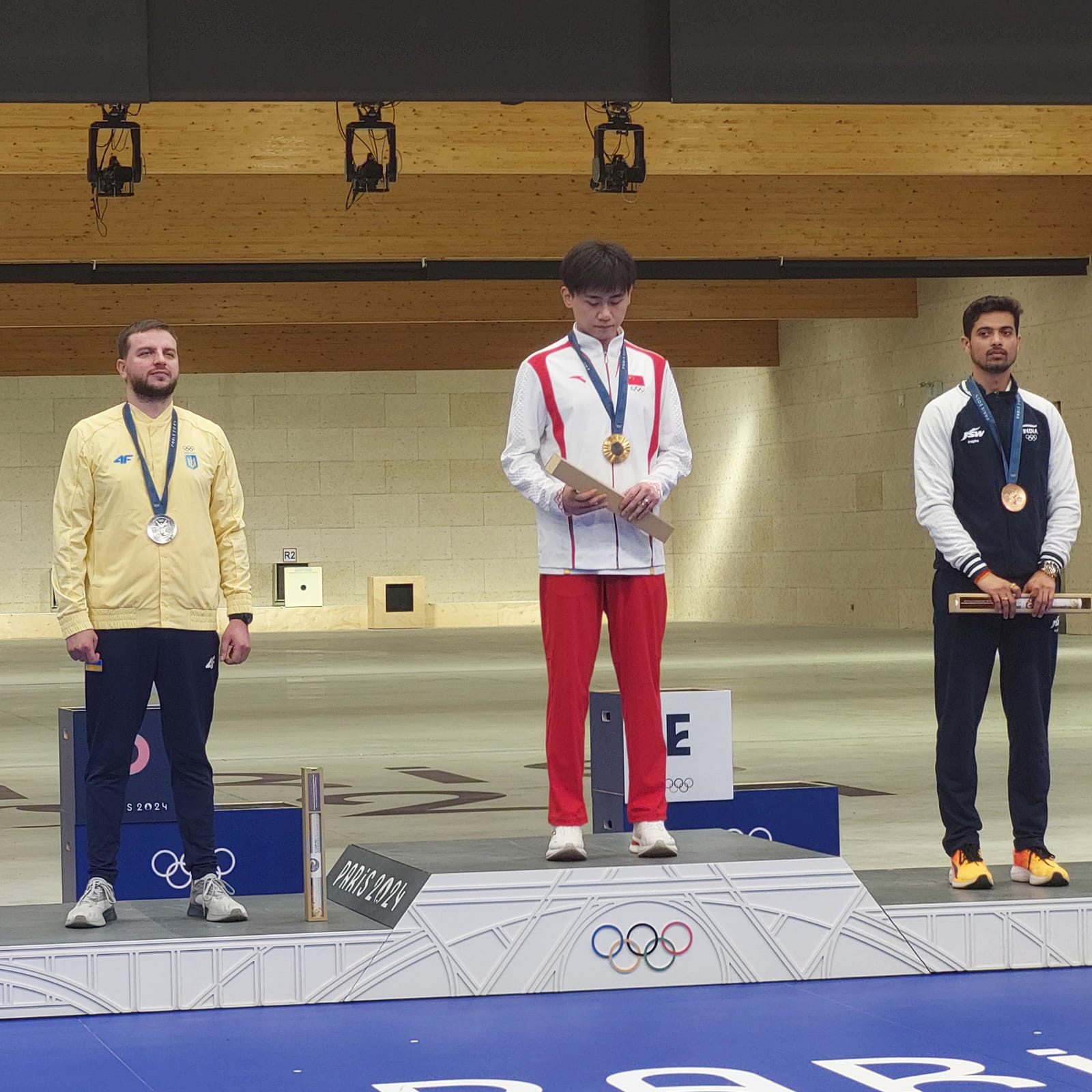
Pódio da carabina três posições masculino; a China conquistou o maior número de medalhas de ouro com cinco

| Ordem | País               | Medalha de ouro | Medalha de prata | Medalha de bronze |    | Ordem por total |
| ----- | ------------------ | --------------- | ---------------- | ----------------- | -- | --------------- |
| 1     | CHN China          | 5               | 2                | 3                 | 10 | 1               |
| 2     | KOR Coreia do Sul  | 3               | 3                |                   | 6  | 2               |
| 3     | USA Estados Unidos | 1               | 3                | 1                 | 5  | 3               |
| 4     | ITA Itália         | 1               | 2                | 1                 | 4  | 4               |
| 5     | GBR Grã-Bretanha   | 1               | 1                |                   | 2  | 6               |
| 6     | GUA Guatemala      | 1               |                  | 1                 | 2  | 6               |
|       | SUI Suíça          | 1               |                  | 1                 | 2  | 6               |
| 8     | CHI Chile          | 1               |                  |                   | 1  | 7               |
|       | SRB Sérvia         | 1               |                  |                   | 1  | 7               |
| 10    | FRA França         |                 | 1                |                   | 1  | 7               |
|       | SWE Suécia         |                 | 1                |                   | 1  | 7               |
|       | TUR Turquia        |                 | 1                |                   | 1  | 7               |
|       | UKR Ucrânia        |                 | 1                |                   | 1  | 7               |
| 14    | IND Índia          |                 |                  | 3                 | 3  | 5               |
| 15    | AUS Austrália      |                 |                  | 1                 | 1  | 7               |
|       | KAZ Cazaquistão    |                 |                  | 1                 | 1  | 7               |
|       | CRO Croácia        |                 |                  | 1                 | 1  | 7               |
|       | HUN Hungria        |                 |                  | 1                 | 1  | 7               |
|       | TPE Taipé Chinês   |                 |                  | 1                 | 1  | 7               |
| TOTAL | TOTAL              | 15              | 15               | 15                | 45 | —               |